# Piotr Czerwiński (pisarz)
Piotr „Berger” Czerwiński (ur. 1972) – polski publicysta i pisarz.

## Życiorys
Zadebiutował powieścią Pokalanie, wydaną przez Świat Książki w 2005. Po jej wydaniu wyjechał do Dublina, gdzie obecnie mieszka i pracuje jako administrator baz danych.
W 2009 ukazała się jego druga książka Przebiegum Życiae, która specyficznym językiem, pełnym zapożyczeń i anglicyzmów, opisuje m.in. życie polskiej emigracji w Irlandii.
W 2011 została wydana jego trzecia książka Międzynaród, rozgrywająca się w odległej przyszłości satyryczna opowieść o Trzydziestej Dziewiątej Rzeczypospolitej. Rok później nakładem Wydawnictwa Wielka Litera ukazała się Pigułka wolności, opisująca meandry portali społecznościowych. 15 lutego 2017 roku swoją premierę miała piąta książka pisarza – Zespół ojca.

## Twórczość

### Powieści
- Pokalanie, Świat Książki, Warszawa 2005
- Przebiegum życiae, Świat Książki, Warszawa 2009
- Międzynaród, Świat Książki, Warszawa 2011
- Pigułka wolności, Wielka Litera, Warszawa 2012
- Zespół ojca, Wielka Litera, Warszawa 2017